# 郡大山
郡大山，是台灣玉山山脈主脊北段的知名山峰，標高3,277.6公尺，設有二等三角點編號1694，台灣百岳排名第58，八秀之一，位於南投縣信義鄉東埔村，在玉山國家公園北側邊界。
郡大山得名自布農族的大社群郡大社，東側山腳的溪流稱郡大溪。
郡大山在玉山山脈北段主脊往北連接郡大山北峰、清水山、金子山、西巒大山、治茆山等山峰。往南經由觀高坪接上八通關山西峰，轉往西連接八通關、接上玉山北峰，轉往東則連接上中央山脈主脊最高峰秀姑巒山。郡大山隔著沿匹亞南構造線發展的郡大溪上游，與東邊中央山脈東郡山彙的無雙山、東南邊馬博拉斯山西北支稜的稜尾盆駒山對望。西側直瀉陳有蘭溪溪谷，由東埔社直登，水平直線距離約4公里多，高差由溪底起算達2300多公尺，郡社群加走咱社（Hatazan）布農族人由郡大溪谷往西翻越郡大山列，經此路線進入陳有蘭溪谷東岸，與鄒族交易取得東埔成為其勢力範圍，鹿野忠雄曾以此路線直登郡大山做為後續登山縱走行程的熱身。
現今郡大山的大眾登山步道由郡大林道32K處起登，途經望鄉山（3007公尺）及郡大北峰（3241公尺）兩座山峰標高超過3000公尺。另有往北縱走西巒大山（3081公尺）的路線。

## 附註
1. 1 2 3   (地图). 國土測繪圖資服務雲 (國土測繪中心). 開啟圖層 1/5000像片基本圖2018年. 3277.6
2. ↑   (地图). 國土測繪圖資服務雲 (國土測繪中心).
3. 1 2   OpenStreetMap上有關5582288630  郡大山 二等三角點1694的地理
4. 1 2  . 台灣百岳系列. 上河文化. 2021-12-23  [2022-08-16]. （原始内容存档于2022-12-27）.
5. ↑   (地图). 中央研究院人文社會科學研究中心地理資訊科學研究專題中心. 空間查詢·定位·地名：郡大山.   [2022-08-17]. （原始内容存档于2019-06-30）.
6. ↑  . 台灣百岳俱樂部. 中華民國山岳協會. 2015-09-13  [2022-08-17]. （原始内容存档于2022-10-30）.
7. ↑  . 台灣百岳俱樂部. 中華民國山岳協會. 2015-09-13  [2022-08-17]. （原始内容存档于2021-02-11）.
8. ↑  . 台灣百岳俱樂部. 中華民國山岳協會. 2015-09-13  [2022-08-17]. （原始内容存档于2022-06-02）.
9. ↑   (地图). 國土測繪圖資服務雲 (國土測繪中心). 開啟圖層 1/5000像片基本圖2010年. x3277.9
10. ↑  鹿野忠雄. .   [山、雲與蕃人]. 由楊南郡翻译 漢譯初版. 台北: 玉山社. 2000年2月 [原著64-65頁 1941年8月中央公論社]. ISBN 957-8246-33-1.
11. ↑  . Hikingbook.   [2024-03-28]. （原始内容存档于2024-03-28）.